# Sumaré Atlético Clube
El Sumaré Atlético Clube es un club de fútbol brasilero de la ciudad de Sumaré. Fue fundado en 2005 y juega en el Campeonato Paulista.